# Bioenergia Kínában
Kína a megújuló energiaforrások egy százalékát bioenergia formájában szándékozik fedezni 2020-ra. A bioenergia felhasználása szükségszerű, hogy találkozzon a növekvő energiai igényekkel Kínában.
Néhány intézményt bevontak a fejlesztésekbe, mint az Ázsiai Fejlesztési Bankot és a Kínai Agrártárcát. Kína ösztönzi a bioenergia szektorának, mezőgazdasági szektorának fejlesztését. 2005-ben a bioenergiát 20 millió háztartásban használták a vidéki területeken. Több mint 4000 bioenergiát előállító létesítmény 8 milliárd köbméter metán gázt termelt évente.
2010-re bioenergiával elérik az 5 GW-ot, 2020-ra a 30 GW-ot. 2010-re éves szinten 19 köbkilométer metán gáz kitermeléssel számolnak, mely 2020-ra 40 köbkilométerre nő.
- Kína a világ harmadik legnagyobb etanol termelője Brazília és az Amerikai Egyesült Államok után. (RFA Archiválva 2008. április 8-i dátummal a Wayback Machine-ben)
- Kína gabona termelésének 0,71%-ából nyertek ki etanolt 2006-ban, ez 3366 millió tonna gabonát jelent. A termés ára megemelkedett 2006-ban, amikor már nem csak élelmezésre, hanem üzemanyagra használták.[1]

## Események
- 2006 október 10-12 Kína, Peking: Ázsiai bioüzemanyag konferencia és IV. expo 2010.
- 2006 október 24-27 Kína, Peking: Nagy fal megújuló energia fórum
- 2006 november 7-9 Kína, Peking: 5. ázsiai üzemanyag konferencia, Hotel Kunlun.

## Fejlesztések
- Kínai vállalkozás díjat nyer az energia szektorban elért eredményeiért chinagate.com.cn.[2]
- CASP agreement to benefit biofuel producers in Mekong, Biofuelreview.com. Mezőgazdasági miniszterek 6 országból: Kambodzsa, Kína, Laosz, Mianmar, Thaiföld, Vietnám.
- renewableenergyaccess[halott link]
- Kína egy Anglia nagyságú területen - 130,000 négyzetkilométeren - tervez bioüzemanyag ellátáshoz szükséges növényeket termeszteni
- Etanol üzemanyagkészítés kínai farmokon thestandard.
- Biodizel[3]
- Bioüzemanyag atimes Archiválva 2010. január 6-i dátummal a Wayback Machine-benAsia Times Online